# Пало-Верде (Каліфорнія)
Пало-Верде (англ. Palo Verde) — переписна місцевість (CDP) в США, в окрузі Імперіал штату Каліфорнія. Населення — 152 особи (2020).

## Географія
Пало-Верде розташоване за координатами 33°25′40″ пн. ш. 114°43′38″ зх. д. / 33.42778° пн. ш. 114.72722° зх. д. (33.427907, -114.727215).  За даними Бюро перепису населення США в 2010 році переписна місцевість мала площу 1,53 км², уся площа — суходіл.

### Клімат
| Клімат : Пало-Верде      | Клімат : Пало-Верде | Клімат : Пало-Верде | Клімат : Пало-Верде | Клімат : Пало-Верде | Клімат : Пало-Верде | Клімат : Пало-Верде | Клімат : Пало-Верде | Клімат : Пало-Верде | Клімат : Пало-Верде | Клімат : Пало-Верде | Клімат : Пало-Верде | Клімат : Пало-Верде | Клімат : Пало-Верде |
| Показник                 | Січ.                | Лют.                | Бер.                | Квіт.               | Трав.               | Черв.               | Лип.                | Серп.               | Вер.                | Жовт.               | Лист.               | Груд.               | Рік                 |
| Абсолютний максимум, °C  | 31,7                | 33,9                | 37,8                | 41,7                | 45,6                | 50,6                | 50,6                | 48,9                | 49,4                | 43,9                | 35,0                | 30,6                | 50,6                |
| Середній максимум, °C    | 20,0                | 22,2                | 26,1                | 30,6                | 35,6                | 40,6                | 42,2                | 41,7                | 38,3                | 31,7                | 24,4                | 18,9                | 31,1                |
| Середня температура, °C  | 12,8                | 15,0                | 18,3                | 22,2                | 27,2                | 31,7                | 34,4                | 34,4                | 30,6                | 23,9                | 16,7                | 12,2                | 23,3                |
| Середній мінімум, °C     | 5,6                 | 7,8                 | 10,0                | 13,3                | 18,3                | 22,2                | 26,7                | 26,7                | 22,2                | 15,6                | 8,9                 | 5,0                 | 15,2                |
| Абсолютний мінімум, °C   | −6,7                | −5,6                | −1,1                | 3,3                 | 6,1                 | 7,8                 | 16,7                | 16,7                | 10,6                | −2,8                | −3,3                | −4,4                | −6,7                |
| Норма опадів, мм         | 12                  | 15                  | 13                  | 2                   | 1                   | 0                   | 7                   | 13                  | 10                  | 4                   | 6                   | 12                  | 95                  |
| ------------------------ | ------------------- | ------------------- | ------------------- | ------------------- | ------------------- | ------------------- | ------------------- | ------------------- | ------------------- | ------------------- | ------------------- | ------------------- | ------------------- |
| Джерело: Weather Channel |                     |                     |                     |                     |                     |                     |                     |                     |                     |                     |                     |                     |                     |

## Демографія
Згідно з переписом 2010 року, у переписній місцевості мешкала 171 особа в 84 домогосподарствах у складі 39 родин. Густота населення становила 112 особи/км².  Було 211 помешкання (138/км²).
Расовий склад населення:
| - 72,5 % — білих - 2,9 % — корінних американців - 1,2 % — чорних або афроамериканців - 0,6 % — азіатів - 15,2 % — осіб інших рас |

До двох чи більше рас належало 7,6 %. Частка іспаномовних становила 19,3 % від усіх жителів.
За віковим діапазоном населення розподілялося таким чином: 14,6 % — особи молодші 18 років, 60,3 % — особи у віці 18—64 років, 25,1 % — особи у віці 65 років та старші. Медіана віку мешканця становила 54,5 року. На 100 осіб жіночої статі у переписній місцевості припадало 119,2 чоловіків;  на 100 жінок у віці від 18 років та старших — 121,2 чоловіків також старших 18 років.
Цивільне працевлаштоване населення становило 9 осіб. Основні галузі зайнятості: транспорт — 100,0 %.